# ジョアン・ミクー
ジョアン・ミクー（Johan Micoud、1973年7月24日 - ）は、フランス・カンヌ出身の元同国代表サッカー選手。現役時代のポジションはMFで、主にオフェンシブハーフを務める。
ジネディーヌ・ジダンのライバルとも呼ばれた元フランス代表選手。その後はオフェンシブハーフでプレーするが、過去にはボランチや両サイドでもプレーしていたユーティリティ性のある選手。

## 経歴
パルマAC時代には日本の中田英寿とレギュラーポジションを争った。ヴェルダー・ブレーメンでは背番号10番を付け、技巧的なパスでクラブの上位進出に貢献し、UEFAチャンピオンズリーグでも活躍した。
2005-06シーズン終了後、古巣のFCジロンダン・ボルドーに移籍し、2007-08シーズン終了後にボルドーを退団した後、2008年9月に現役を引退した。

## 代表歴

### 出場大会
- フランス代表
  - 2002 FIFAワールドカップ

### 試合数
- 国際Aマッチ 17試合 1得点（1999年-2004年）[2]

| フランス代表 | 国際Aマッチ | 国際Aマッチ |
| 年           | 出場        | 得点        |
| ------------ | ----------- | ----------- |
| 1999         | 2           | 0           |
| 2000         | 7           | 1           |
| 2001         | 3           | 0           |
| 2002         | 4           | 0           |
| 2003         | 0           | 0           |
| 2004         | 1           | 0           |
| 通算         | 17          | 1           |

## タイトル

### クラブ
ボルドー
- ディヴィジオン・アン : 1998-99
- クープ・ドゥ・ラ・リーグ : 2007

パルマ
- コッパ・イタリア : 2001-02

ブレーメン
- ブンデスリーガ : 2003-04
- DFBポカール : 2003-04

### 代表
フランス
- UEFA欧州選手権 : 2000